# Thali

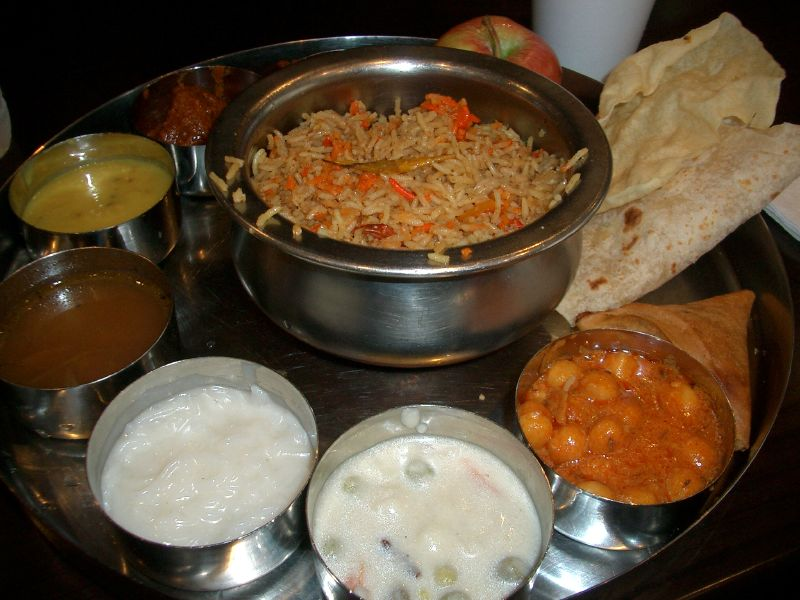
Thali (servi à Melbourne, en Australie).

Un thali (en népalais : थाल ; en hindi : थाली ; pendjabi : ਥਾਲੀ ; en gujarati : થાળી ; de thālī, qui signifie « plat » ou « plateau ») est un repas indien et népalais dont la composition diffère d'une région à l'autre. Il s'agit d'un assortiment de plats (de l'entrée au dessert) servis généralement dans de petits récipients en métal disposés sur un plateau rond, également en métal. Le prix en est généralement modeste et les plats nourrissants.
Dans le sud de l'Inde, le plateau peut être remplacé par une feuille de bananier sur laquelle sont disposés directement les mets. Il y est connu sous les noms de bhojanam (en télougou : భోజనం) dans les régions télougouphones, de bhojana ou d'oota (en kannada : ಊಟ) au Karnataka, d'oonu (en malayalam : ഊണ്) au Kerala, d'unavu, de bhojanam ou de sappadu (en tamoul : சாப்பாடு) au Tamil Nadu. Toutes ces appellations se rapportent à « repas ». Néanmoins, les désignations thali et meals (un emprunt direct à l'anglais meal ou « repas ») sont très courantes dans la moitié sud du pays, particulièrement dans le milieu de la restauration. En Inde du Nord, on utilise parfois des thali jetables en plastique. Comme la tradition indienne n'utilise pas de couverts, on mange de fait avec la main droite.
Il existe des thali végétariens ou non. Les deux proposent généralement du riz et/ou du pain, différent selon la région (naans, chapatis, paratha, puri…), un chutney, du dal (lentilles), des légumes, de la viande ou du poisson (pour les thali non végétariens) et un dessert, généralement à base de lait et souvent assez sucré.
Dans certains restaurants, des serveurs circulent entre les tables et resservent les convives à volonté. Parfois, seuls le riz et le pain sont proposés à discrétion.

## Histoire

### Lethalidepuis l'Inde ancienne
D'après l'archéologue Bindeshwari Prasad Sinha, les plats sur pied et les plats simples produits sous la civilisation de la vallée de l'Indus peuvent être vus comme les prototypes des plats modernes indiens comme le thali, bien que ces récipients n'étaient pas accompagnés des petits bols ou contenants communément présents avec les thali. Selon Sinha, ces bols qui accompagnent spécifiquement les thali apparaissent plutôt dans la Culture de la céramique grise peinte. L'archéologue B. B. Lal suggère similairement que les plats et les bols de la céramique grise peinte étaient essentiellement utilisés comme vaisselle. B. B. Lal note que « le service de table typique durant la céramique grise peinte est constitué du thali (plat), du katora (bol) et du lota (récipient pour boire) », et fait la remarque que celui-ci est encore largement utilisé dans le foyer indien moyen d'aujourd'hui. Les plus anciennes sources textuelles sur le thali viennent des Samhita ayurvédiques, des écrits de la littérature sangam et des livres de cuisine indiens de la période médiévale.
Un chapitre de l'ouvrage Sushruta Samhita est consacré aux « arts de la table » (étiquette du repas, service et dressage de celui-ci), et constitue la plus ancienne source connue sur la présentation du thali.

« Le cuisinier doit placer les bols contenant les préparations de légumineuses, de riz cuit et les électuaires sur des plateaux propres et larges et les étaler sur le devant. 
Toutes les sortes de desserts, de confiseries et de viandes sèches doivent être servies à sa droite, tandis que toutes les soupes, etc., les bouillons de viande, les boissons, les sirops, le lait, le khada-yusha et le peya doivent être placés à sa gauche. 
Les bols contenant des préparations de mélasse, de raga-shadava et de sattaka sont à poser à mi-distance entre les deux ensembles de bols décrits plus haut. »

— Sushruta, Sushruta Samhita
Cette étiquette du Sushruta Samhita est également reprise, avec quelques variations, dans les livres de cuisine de l'Inde médiévale.
Le chapitre « Annabhoga » du Manasollasa décrit les bonnes manières du repas, de son service et aussi l'organisation de repas officiels à la cour. À propos de cette dernière, il donne la façon dont doivent être reçus les gouverneurs ou hauts fonctionnaires de province et les autres nobles.

« Il doit s'asseoir sur un siège rembourré orienté vers l'est et étendre un tissu blanc sur ses genoux, couvrant la région du nombril jusqu'aux genoux. Sa nourriture doit être servie dans un grand plat en or. Plusieurs petits bols, préalablement nettoyés à l'eau et essuyés à l'aide d'un tissu blanc, doivent être placés à côté de l'assiette. »

— Someshvara III (Roi Chalukya), Manasollasa
Le Kshemakutuhalam, un ouvrage culinaire du XVIe siècle, conseille au cuisinier de servir le riz cuit au milieu du plat. Les légumineuses, la viande, les légumes et le poisson sont placés (dans cet ordre) à droite, et les bouillons, les boissons, l'eau et les pickles à gauche.
Dans la tradition ayurvédique, six goûts connus sous le nom de shadrasa sont utilisés pour classer les aliments selon leurs qualités pour un repas idéal. Ces six saveurs sont : le sucré, le salé, l'aigre, le piquant, l'amer et l'astringent. La composition d'un thali inclut souvent ces six saveurs.

### Lethalidans les descriptions étrangères
L'ambassadeur grec Mégasthène rapporte dans son ouvrage Indica, les manières à table de la cour de l'empire maurya :

« Lorsque les Indiens prennent leur repas, une table est placée devant chaque personne, celle-ci ressemblant à un trépied. On y place des bols dorés, dans lesquels ils mettent d'abord du riz, bouilli comme on fait bouillir de l'orge, puis ils y ajoutent de nombreuses friandises préparées selon les recettes indiennes. »

— Mégasthène, Indica
Fernão Nunes, voyageur et commerçant portugais qui a séjourné à la cour du roi de Bisnagar ou Vijayanagara (capitale du royaume homonyme), remarque :

« On lui prépare la table, on lui place un tabouret à trois pieds, rond, en or, et on y dépose les plats. Ceux-ci sont apportés dans de grands récipients d'or, et les petits plats dans des coupes d'or, dont certaines sont ornées de pierres précieuses. Il n'y a pas de serviette sur la table, mais on en apporte une lorsque le roi a fini de manger, et il se lave les mains et la bouche. »

— Fernão Nunes, Chronica dos Reis de Bisnaga (Chroniques des rois de Bisnaga)
L'explorateur portugais et fonctionnaire colonial Duarte Barbosa consigne ses observations sur la façon dont les roitelets locaux dînaient dans la région de Calicut (en l'occurrence le Zamorin en personne), un important port de commerce sur la côte de Malabar :

« Il s'assoit par terre sur un siège très bas et rond. On lui apporte un grand plateau d'argent sur lequel sont posées de nombreuses petites soucoupes d'argent, toutes vides. On les place devant lui, à terre, sur un autre meuble bas ; le cuisinier apporte une marmite en cuivre contenant du riz cuit, qu'il retire avec une cuillère pour en faire un tas au milieu du grand plateau ; puis il apporte beaucoup d'autres marmites contenant des mets divers, dont il met des portions dans les petites soucoupes. »

— Duarte Barbosa, Livro de Duarte Barbosa (Livre de Duarte Barbosa)
Meera Mukherjee suggère que le trépied décrit pourrait être similaire au mukkali, un type de mobilier vernaculaire que l'on trouve plus communément dans les régions méridionales de l'Inde. Tandis que le chowki, appelé aussi palagai ou bajot, une table basse à quatre pieds, est le meuble le plus utilisé aujourd'hui pour servir un thali, surtout dans les régions septentrionales de l'Inde et au Deccan.

## Lethalidans l'économie indienne
L'importance du thali dans la restauration et les habitudes de consommation en Inde a fait qu'il est entré dans les spectres d'étude de l'édition 2019-2020 de l'Economic Survey of India, ou « Rapport économique de l'Inde », un document annuel produit par le ministère des Finances. Cette enquête sur le thali, figurant dans la section intitulée « Thalinomics », révèle que les thali végétariens sont devenus 29 % plus abordables par rapport à 2006-2007, tandis qu'à la même période les thali non végétariens sont devenus 18 % plus abordables.

## Galerie

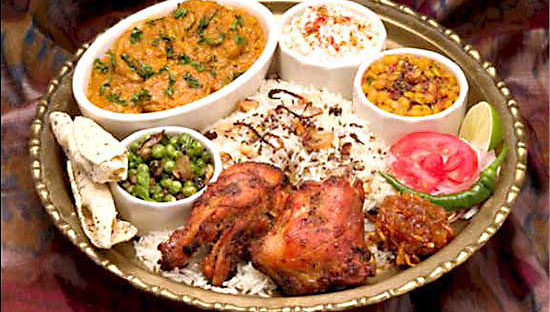
Un thali non végétarien.
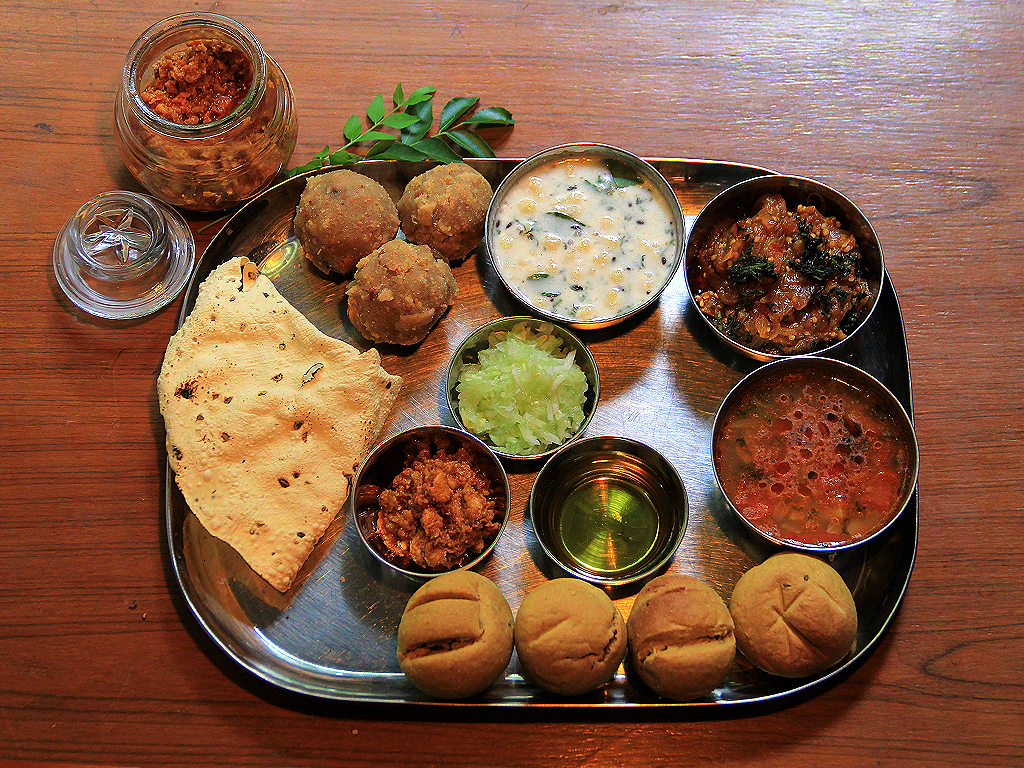
Un thali rajasthani, typiquement le Dal Bati Choorma.
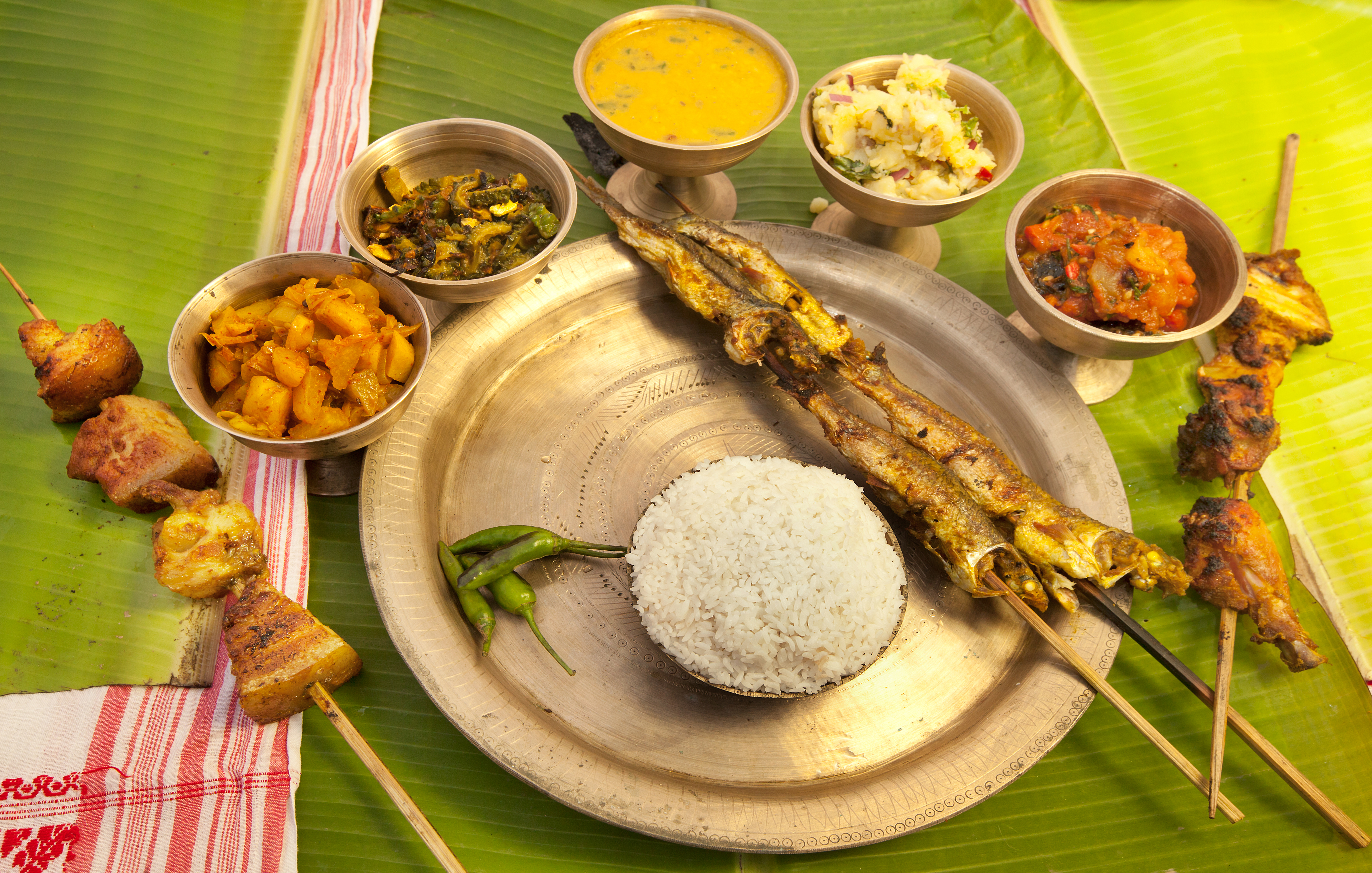
Un thali assamais.
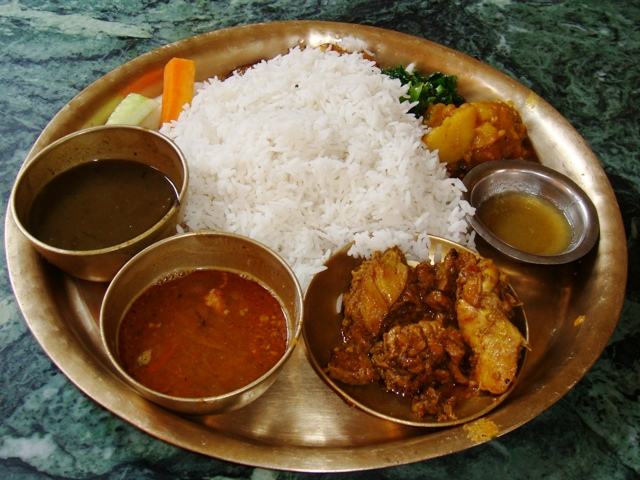
Un thali népalais, très souvent le Dal Bhat Tarkari.
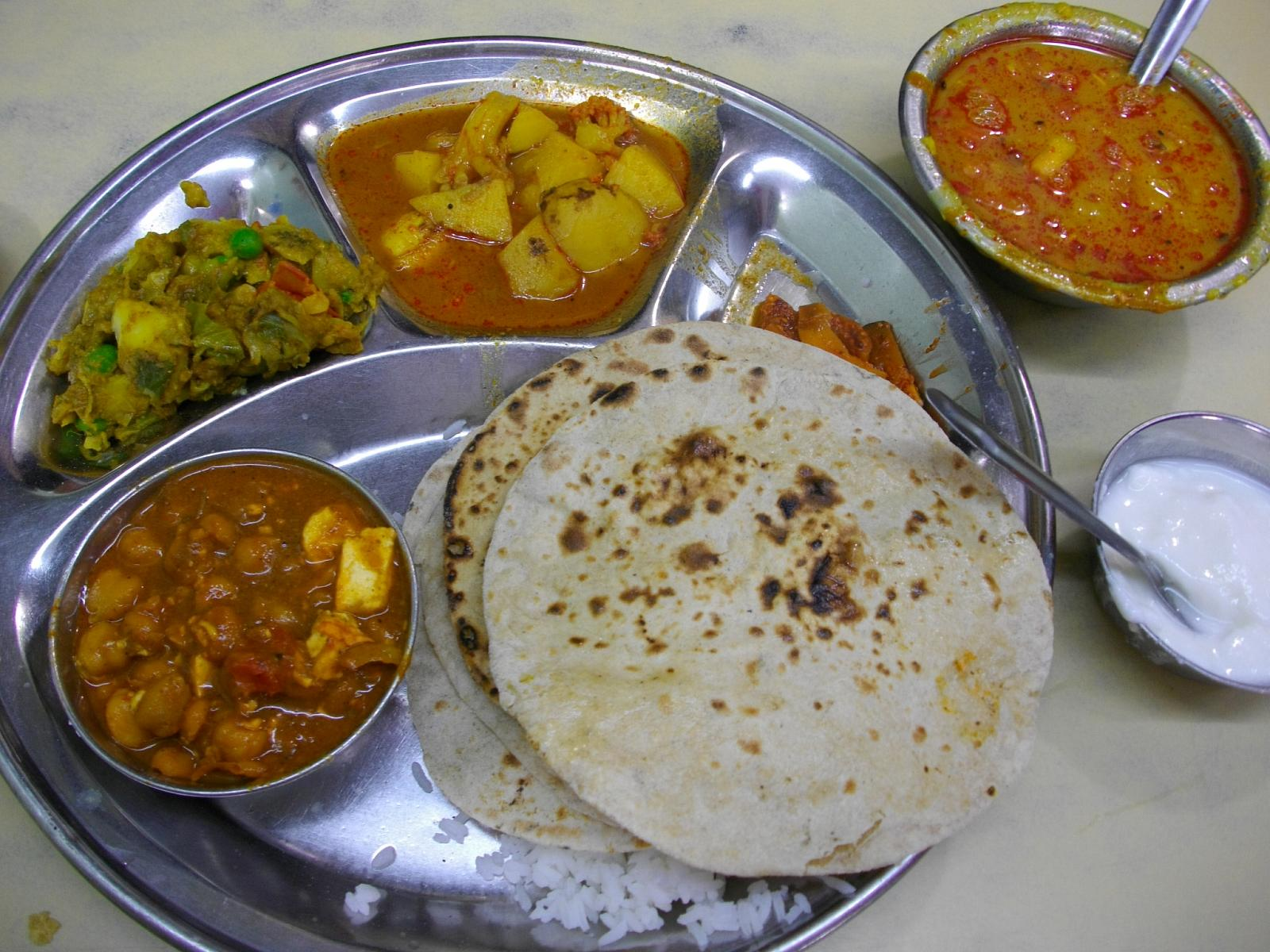
Un thali marathi.
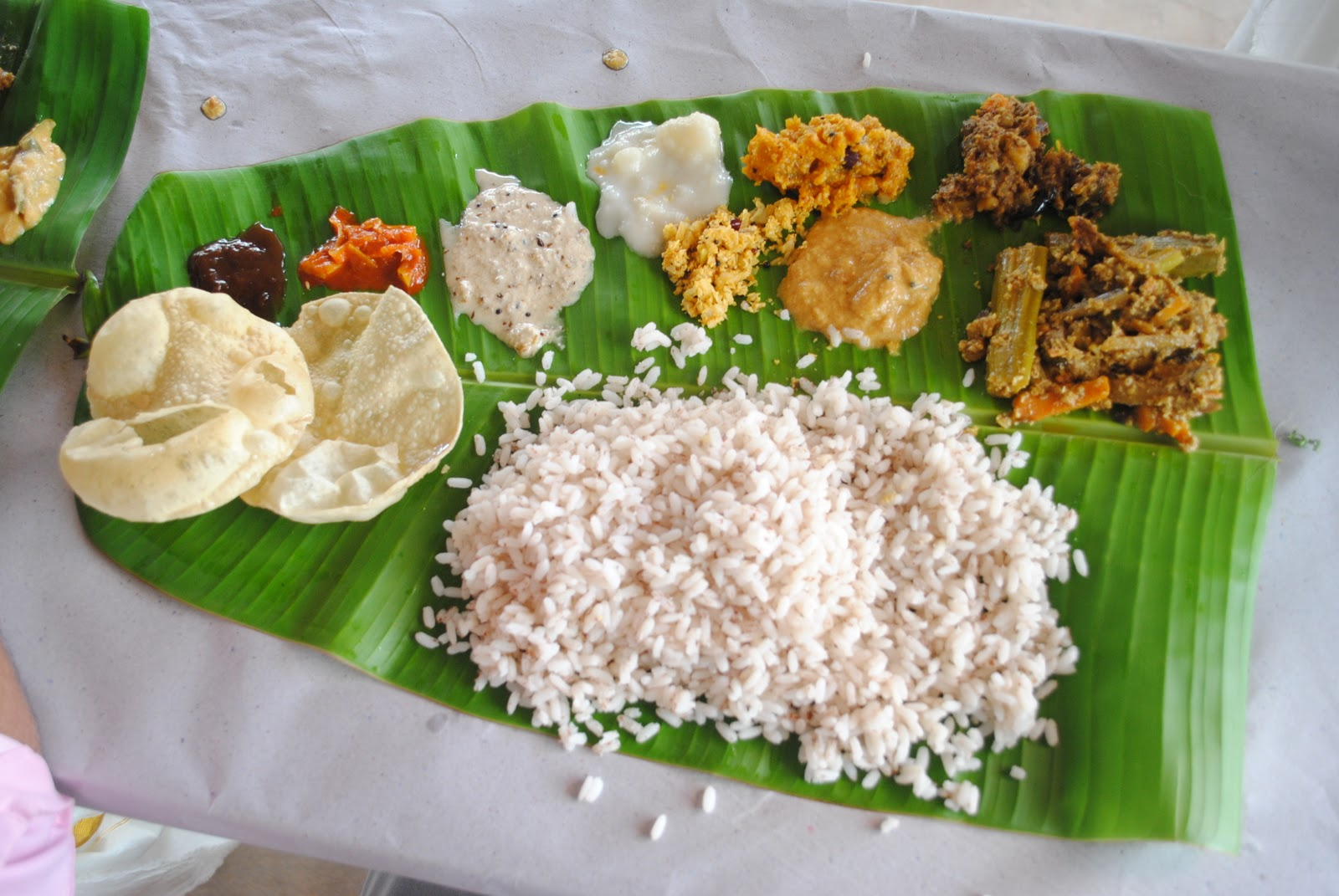
Un thali keralais. Il peut être un repas de fête plus élaboré (banquet), appelé sadya.
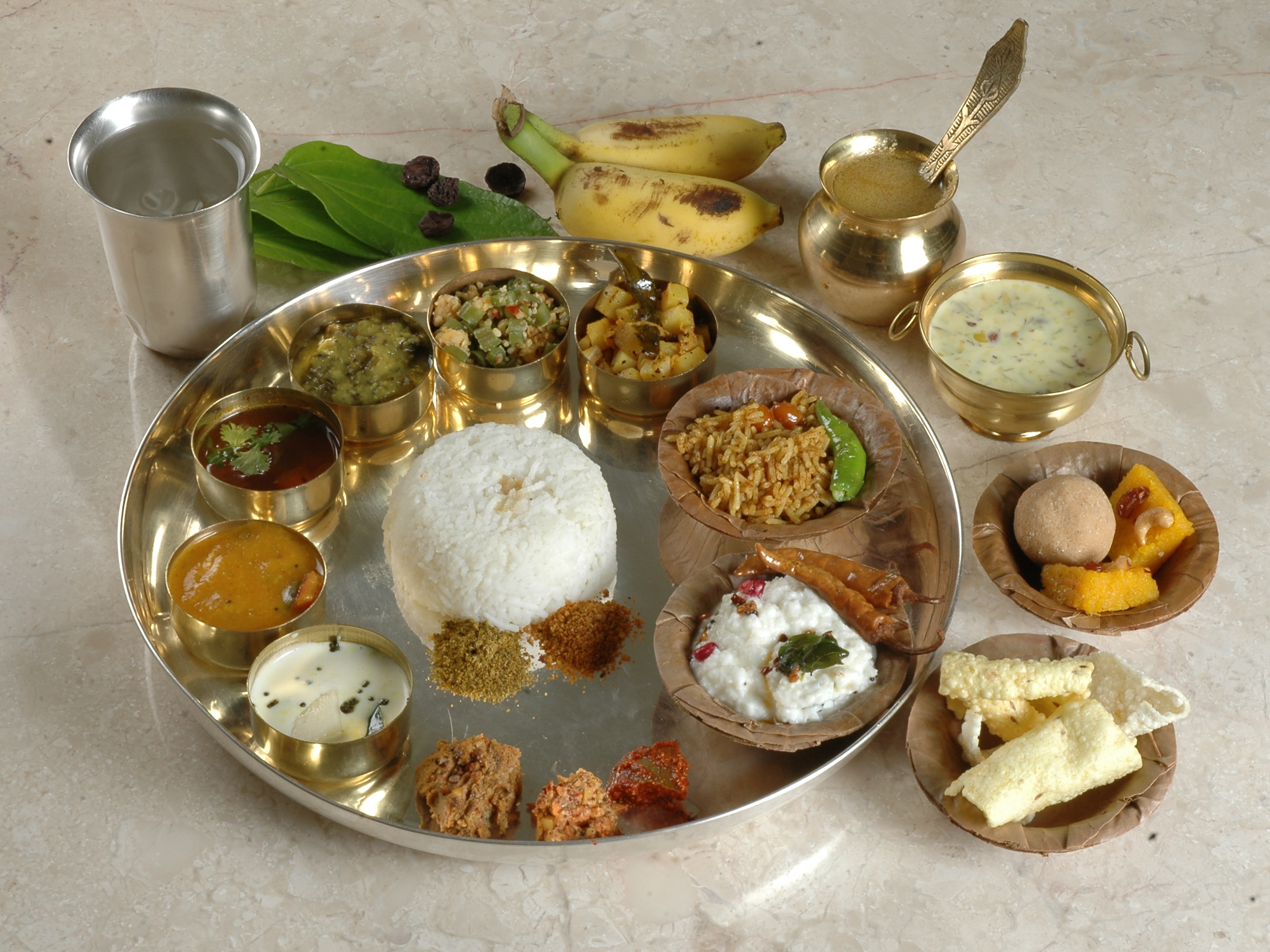
Un thali d'Andhra, ou bhojanam.
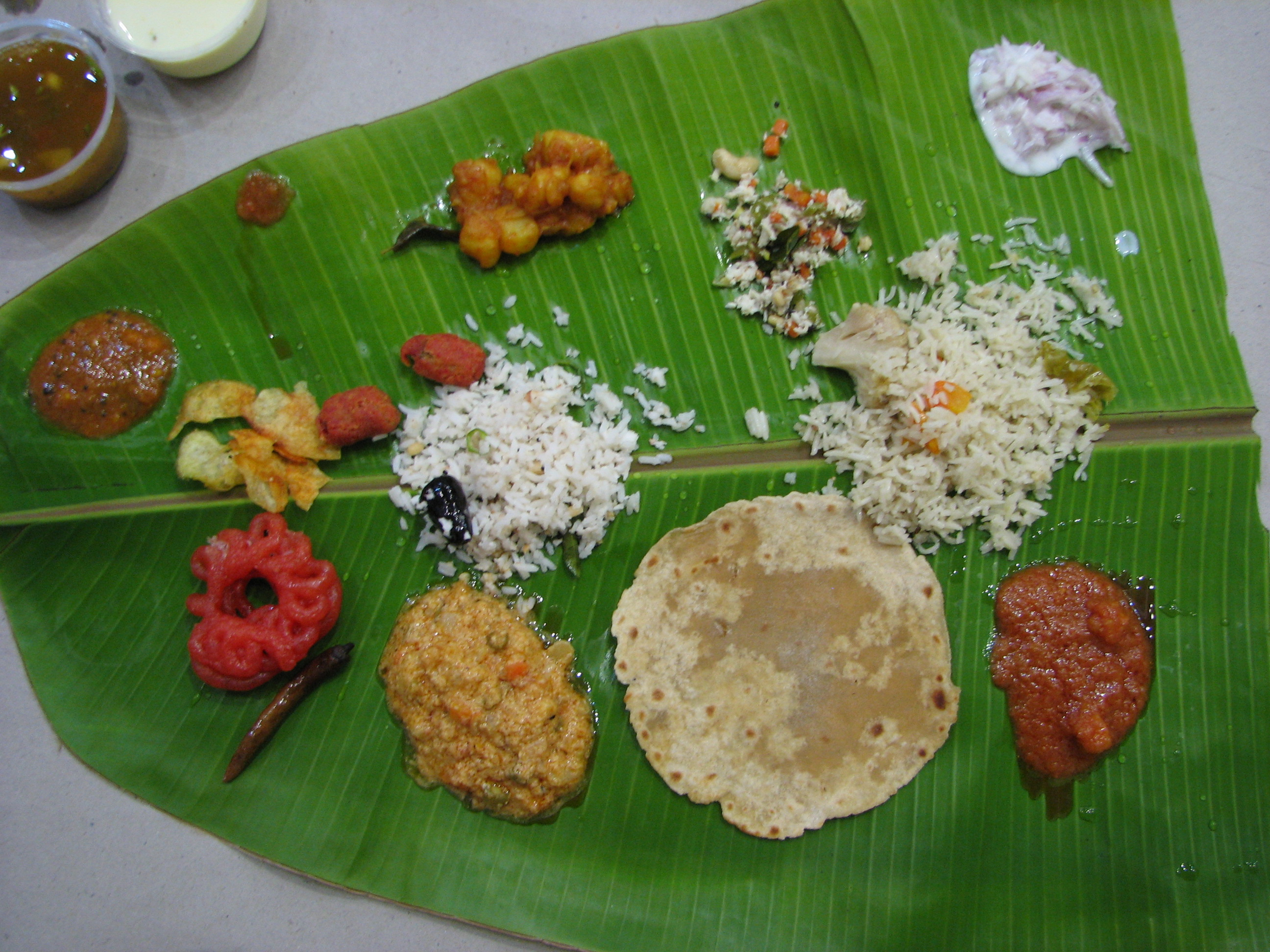
Un thali tamoul.
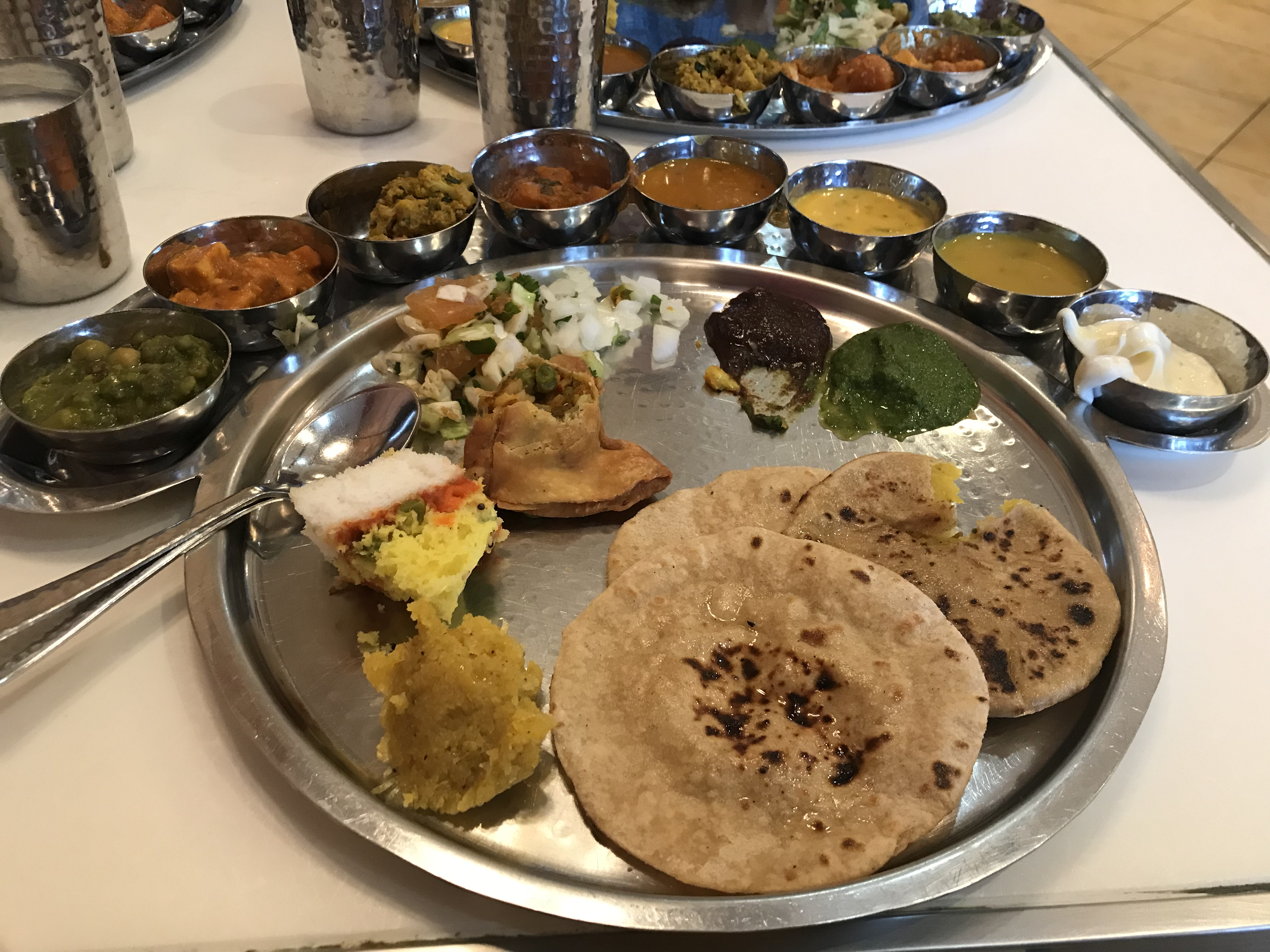
Un thali végétarien de cuisine nord-indienne.
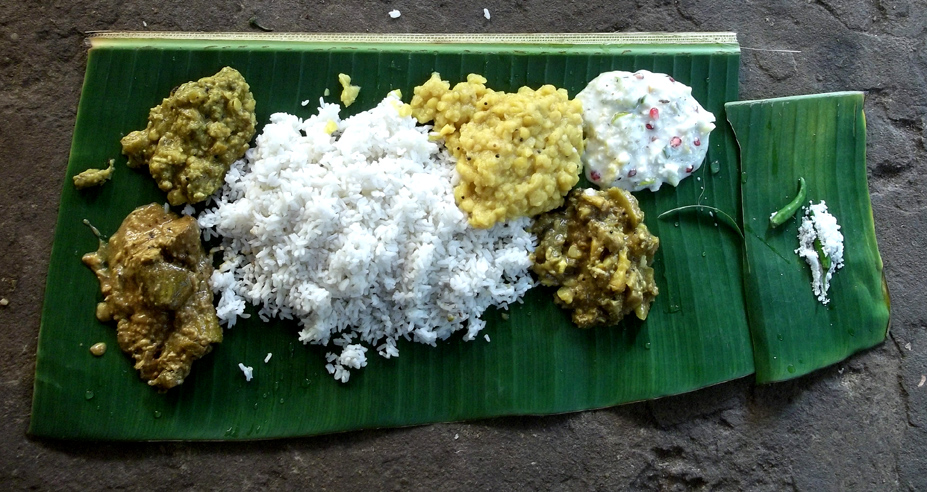
Un thali oriya. Ici dans le contexte particulier du bhog (prasad) servi au temple de Jagannath à Purî.
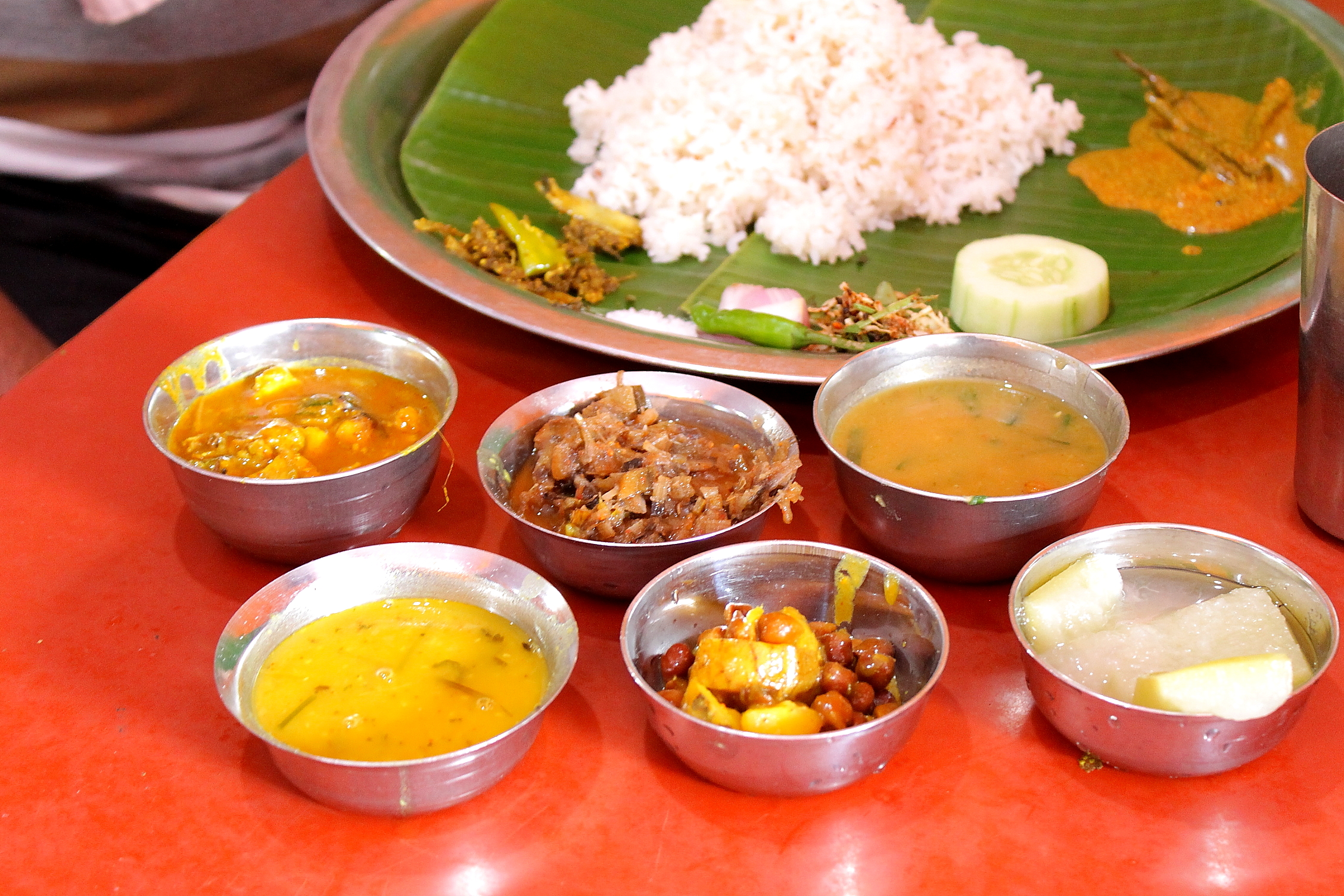
Un thali manipuri, ou chakluk.
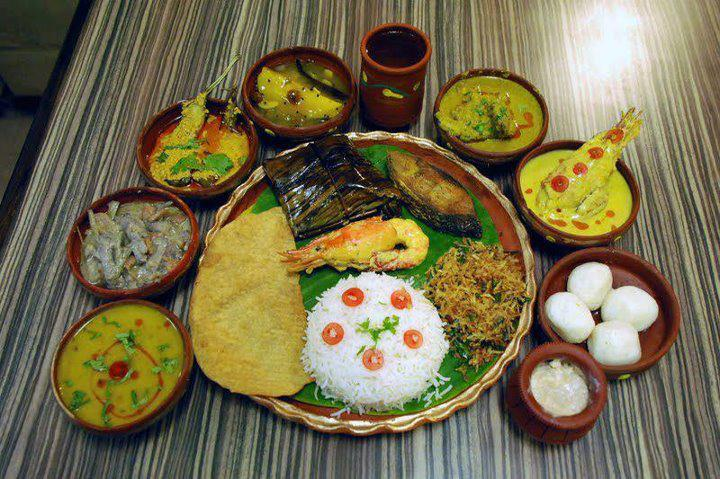
Un thali bengali.
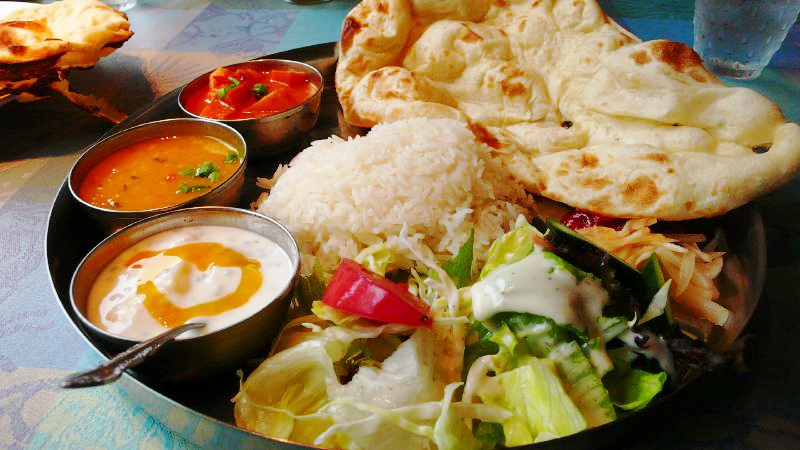
Un thali awadhi (centre de l'Uttar Pradesh).
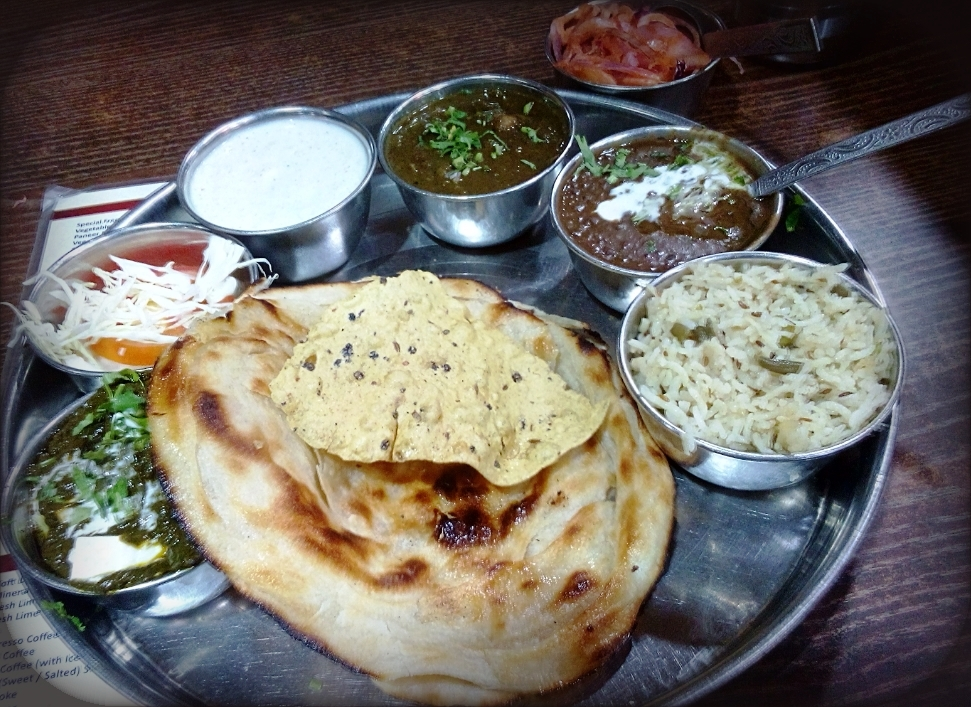
Un thali penjabi.
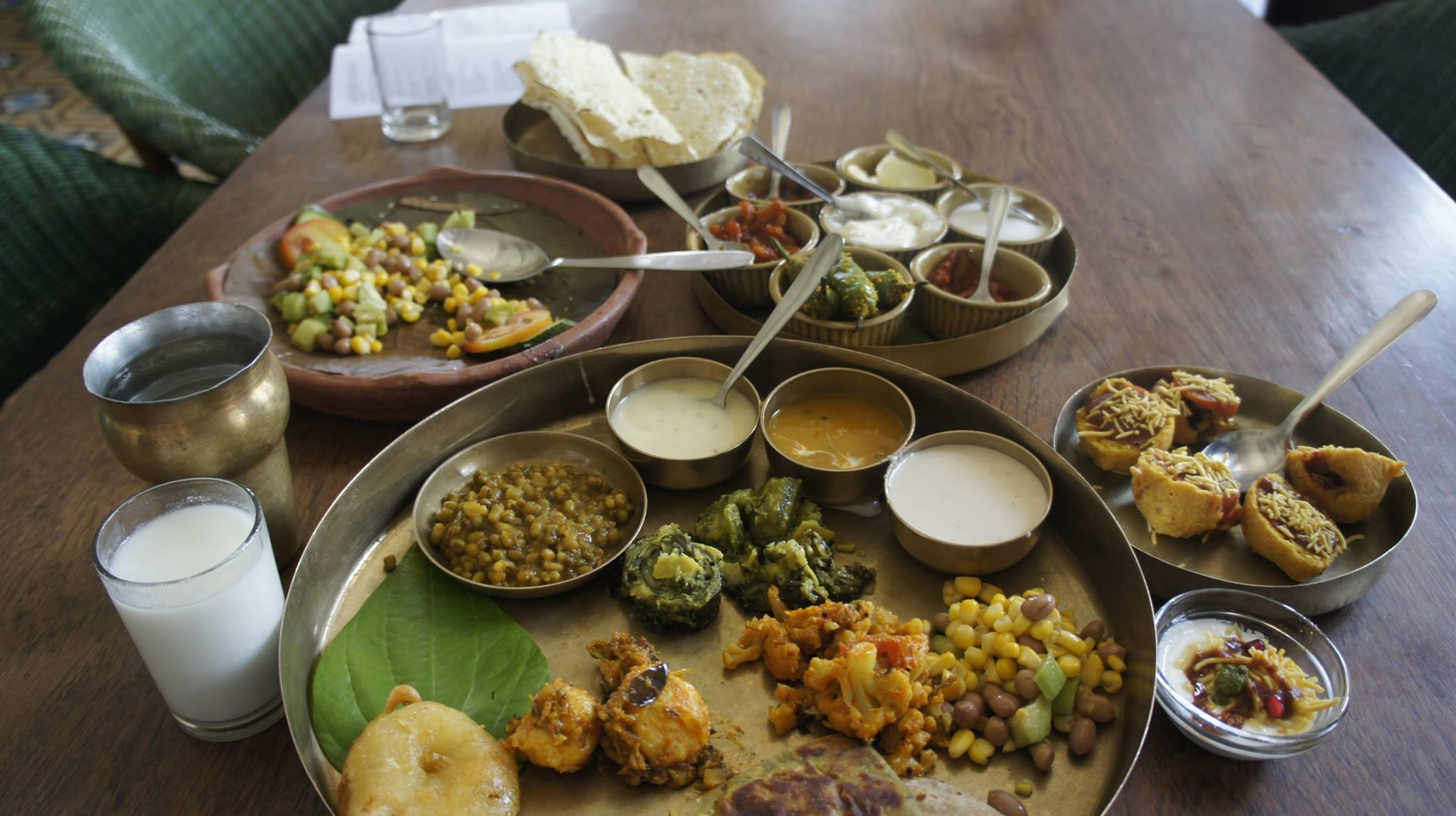
Un thali gujarati.
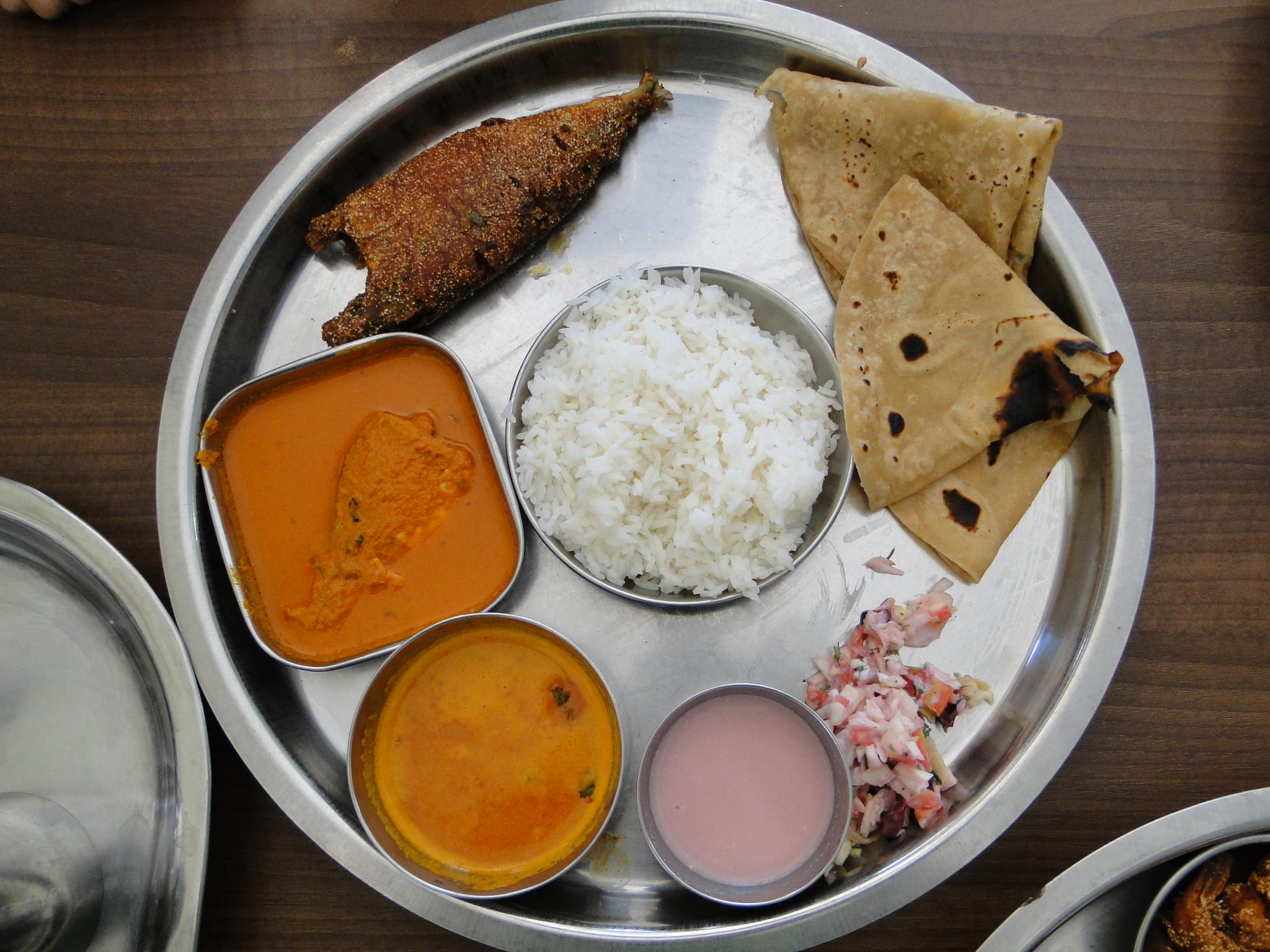
Un thali malvani (sud-ouest du Maharashtra).
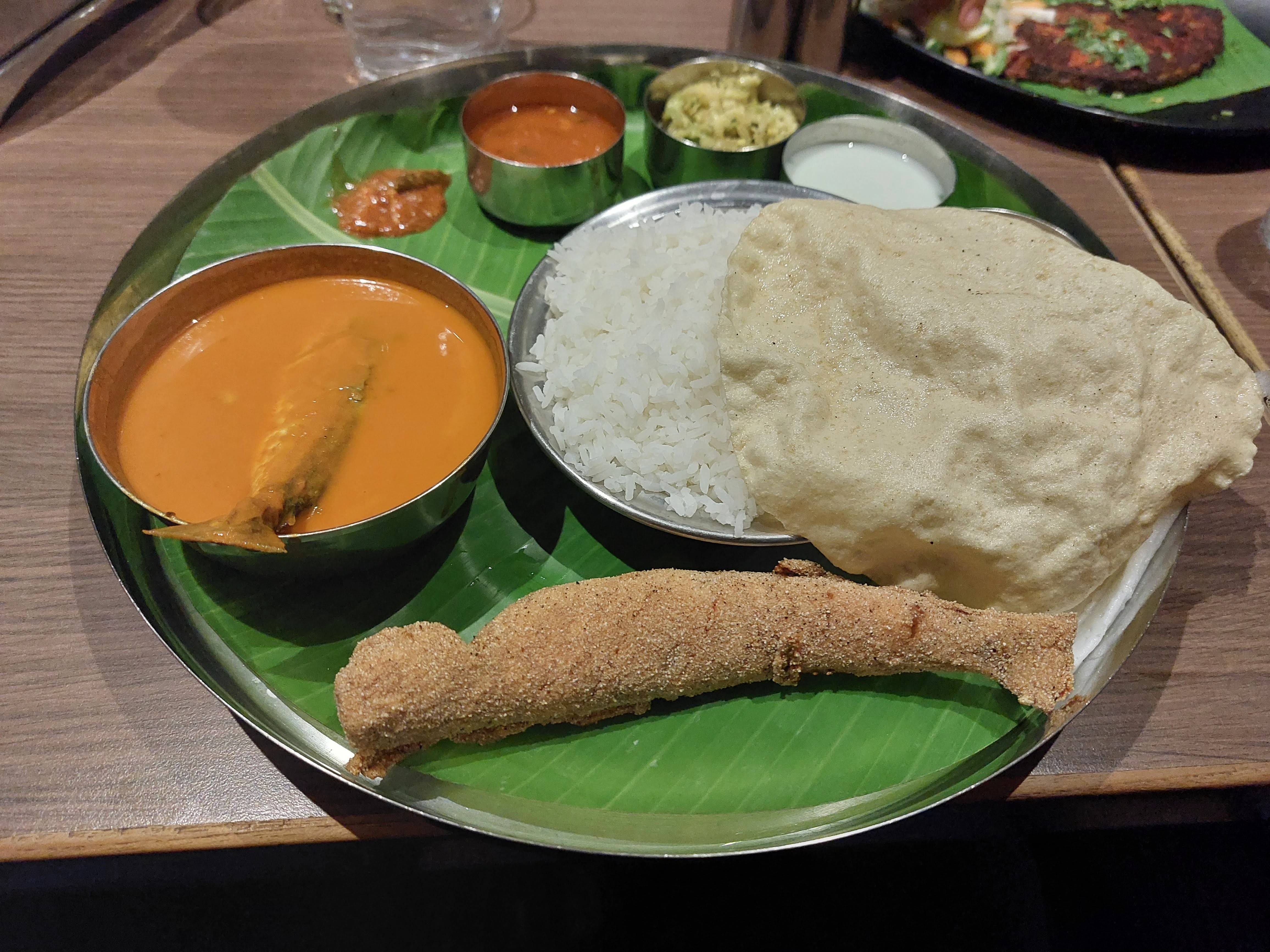
Un thali mangaloréen (sud-ouest du Karnataka).
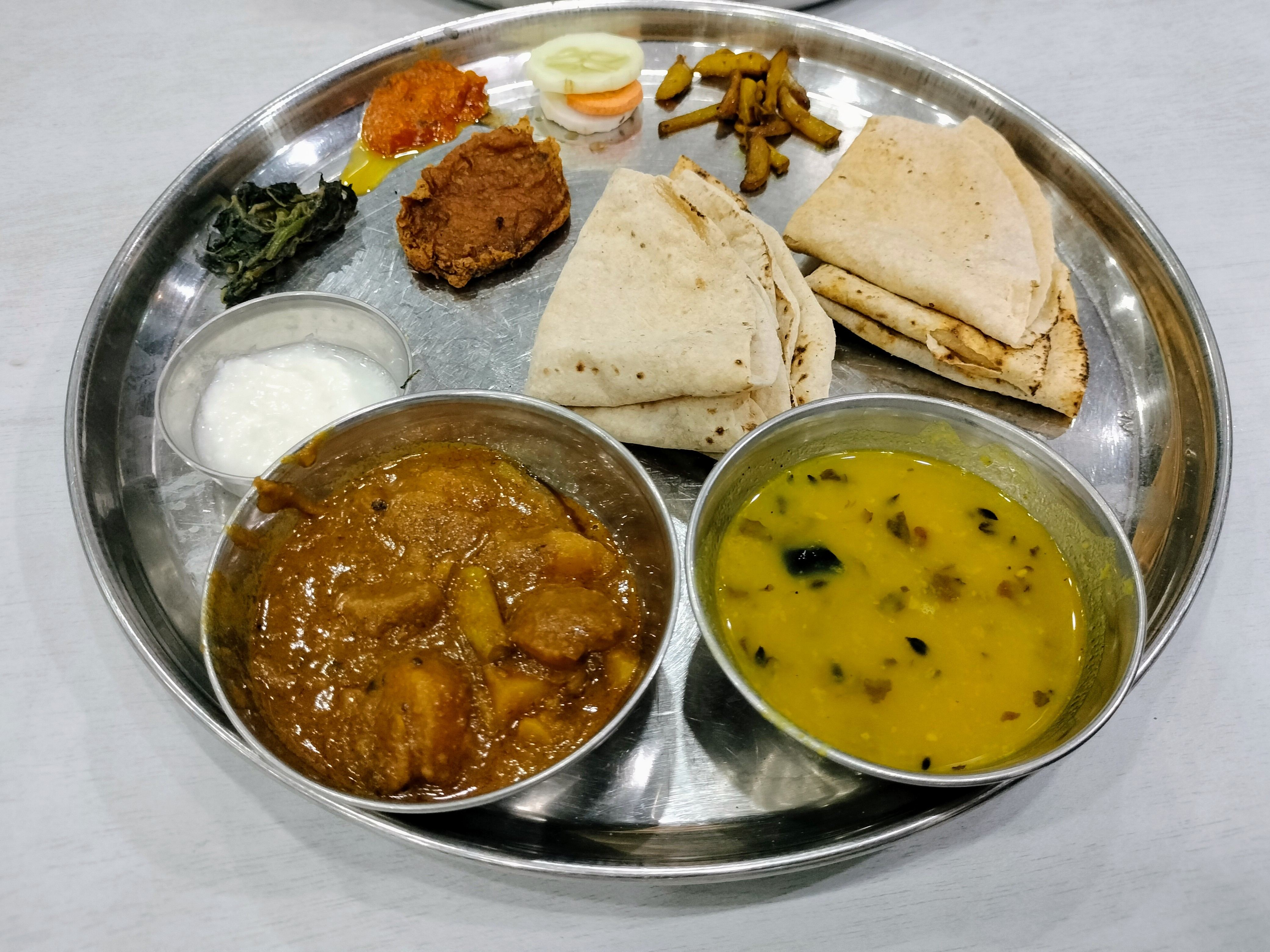
Un thali maïthili (est du Bihar).
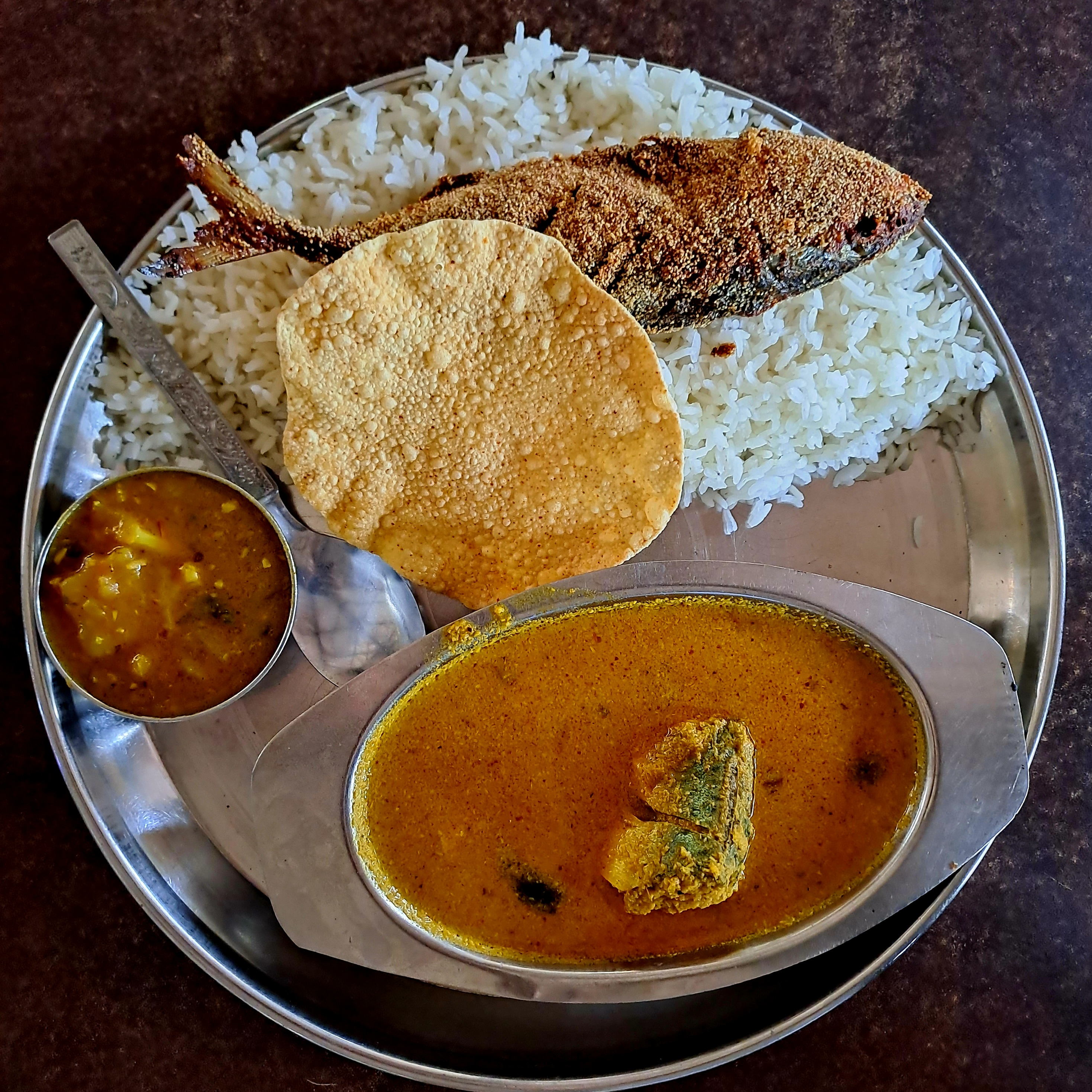
Un thali goanais.